# Miss Mondo 2006
Miss Mondo 2006, la cinquantaseiesima edizione di Miss Mondo, si è tenuta il 30 settembre 2006, presso il Palazzo della Cultura e della Scienza, a Varsavia in Polonia. Il concorso è stato presentato da Tim Vincent, Angela Chow, Grażyna Torbicka ed è stato trasmesso da TVP e Star World. Taťána Kuchařová, rappresentante della Repubblica Ceca è stata incoronata Miss Mondo 2006, dalla detentrice del titolo uscente, Unnur Birna Vilhjálmsdóttir.

## Risultati

### Piazzamenti
| Risultato       | Concorrente |
| --------------- | --- |
| Miss Mondo 2006 | - Rep. Ceca - Taťána Kuchařová |
| 2ª classificata | - Romania - Ioana Boitor |
| 3ª classificata | - Australia - Sabrina Houssami |
| Top 6           | - Angola - Stiviandra Oliveira - Brasile - Jane Borges - Giamaica - Sara Lawrence |
| Top 17          | - Canada - Malgosia Majewska - Ghana - Lamisi Mbillah - India - Natasha Suri - Irlanda del Nord - Catherine Milligan - Libano - Annabella Hilal - Messico - Karla Jiménez - Namibia - Anna Nashandi - Porto Rico - Thebyam Carrión - Scozia - Nicola McLean - Venezuela - Federica Guzmán - Vietnam - Mai Phương Thúy |

### Regine continentali
| Risultato       | Concorrente                    |
| --------------- | ------------------------------ |
| Africa          | - Angola - Stiviandra Oliveira |
| Americhe        | - Brasile - Jane Borges        |
| Asia e Pacifico | - Australia - Sabrina Houssami |
| Caraibi         | - Giamaica - Sara Lawrence     |
| Europa del Nord | - Rep. Ceca - Taťána Kuchařová |
| Europa del Sud  | - Romania - Ioana Boitor       |

### Riconoscimenti speciali
| Riconoscimento            | Concorrente                                  |
| ------------------------- | -------------------------------------------- |
| Miss World Beach Beauty   | - Venezuela - Federica Guzmán                |
| Miss World Sports         | - Canada - Malgosia Majewska                 |
| Miss World Talent         | - Irlanda del Nord - Catherine Jean Milligan |
| Beauty with a Purpose     | - Ghana - Lamisi Mbillah                     |
| Best World Dress Designer | - Croazia - Ivana Ergić                      |

## Concorrenti
| Nazione              | Concorrente             | Età | Statura (cm) | Continente      |
| -------------------- | ----------------------- | --- | ------------ | --------------- |
| Angola               | Stiviandra Oliveira     | 18  | 175          | Africa          |
| Argentina            | Beatriz Vallejos        | 19  | 174          | America         |
| Aruba                | Shanandoa Wijshijer     | 19  | 174          | Caraibi         |
| Australia            | Sabrina Houssami        | 20  | 172          | Asia e Pacifico |
| Austria              | Tatjana Batinic         | 20  | 177          | Europa del Nord |
| Bahamas              | Deandrea Conliffe       | 24  | 178          | Caraibi         |
| Barbados             | Latoya McDowald         | 17  | 180          | Caraibi         |
| Belgio               | Virginie Claes          | 23  | 170          | Europa del Nord |
| Bielorussia          | Katsiaryna Litvinava    | 22  | 175          | Europa del Nord |
| Bolivia              | Ana Maria Ortiz         | 17  | 180          | America         |
| Bosnia ed Erzegovina | Azra Gazdić             | 17  | 174          | Europa del Sud  |
| Botswana             | Lorato Tebogo           | 21  | 162          | Africa          |
| Brasile              | Jane Borges             | 21  | 180          | America         |
| Bulgaria             | Slavena Vatova          | 17  | 177          | Europa del Sud  |
| Cambogia             | Sun Srey Mom            | 23  | 173          | Asia e Pacifico |
| Canada               | Malgosia Majewska       | 24  | 181          | America         |
| Cile                 | Constanza Silva         | 18  | 174          | America         |
| Cina                 | Duo Liu                 | 24  | 178          | Asia e Pacifico |
| Cipro                | Eli Manoli              | 18  | 169          | Europa del Sud  |
| Colombia             | Elizabeth Loaiza        | 18  | 174          | America         |
| Corea del Sud        | Sharon Park             | 21  | 178          | Asia e Pacifico |
| Costa Rica           | Belgica Arias           | 22  | 176          | America         |
| Croazia              | Ivana Ergić             | 19  | 173          | Europa del Sud  |
| Curaçao              | Fyrena Martha           | 20  | 175          | Caraibi         |
| Danimarca            | Sandra Spohr            | 19  | 174          | Europa del Nord |
| Ecuador              | Rebeca Flores           | 23  | 172          | America         |
| El Salvador          | Tatiana Romero          | 20  | 175          | America         |
| Estonia              | Leisi Poldsam           | 19  | 175          | Europa del Nord |
| Etiopia              | Amleset Muchie          | 19  | 171          | Africa          |
| Filippine            | Anna Maris Igpit        | 19  | 168          | Asia e Pacifico |
| Finlandia            | Jenniina Tuokko         | 17  | 172          | Europa del Nord |
| Francia              | Laura Fasquel           | 19  | 174          | Europa del Sud  |
| Galles               | Sarah Fleming           | 17  | 173          | Europa del Nord |
| Georgia              | Nino Kalandaze          | 17  | 180          | Europa del Sud  |
| Germania             | Edita Orascanin         | 17  | 181          | Europa del Nord |
| Ghana                | Lamisi Mbillah          | 23  | 174          | Africa          |
| Giamaica             | Sara Lawrence           | 21  | 174          | Caraibi         |
| Giappone             | Kazuha Kondo            | 21  | 172          | Asia e Pacifico |
| Gibilterra           | Hayley O'Brien          | 20  | 167          | Europa del Sud  |
| Grecia               | Irene Karra             | 20  | 176          | Europa del Sud  |
| Guadalupa            | Caroline Beavis         | 21  | 180          | Caraibi         |
| Guatemala            | Jackeline Piccinini     | 22  | 175          | America         |
| Guyana               | Dessia Braithwaite      | 24  | 175          | America         |
| Hong Kong            | Janet Ka Wai Chow       | 23  | 165          | Asia e Pacifico |
| India                | Natasha Suri            | 21  | 172          | Asia e Pacifico |
| Indonesia            | Kristania Besouw        | 21  | 172          | Asia e Pacifico |
| Inghilterra          | Eleanor Glynn           | 20  | 175          | Europa del Nord |
| Irlanda              | Sara Morrissey          | 24  | 173          | Europa del Nord |
| Irlanda del Nord     | Catherine Jean Milligan | 19  | 176          | Europa del Nord |
| Islanda              | Asdis Hallgrimsdottir   | 19  | 171          | Europa del Nord |
| Isole Cayman         | Ambuyah Ebanks          | 21  | 183          | Caraibi         |
| Israele              | Yael Nizri              | 18  | 170          | Europa del Sud  |
| Italia               | Elizaveta Migatcheva    | 17  | 177          | Europa del Sud  |
| Kazakistan           | Sabina Chukayeva        | 18  | 178          | Europa del Nord |
| Kenya                | Khadijah Kiptoo         | 21  | 171          | Africa          |
| Lettonia             | Liga Meinarte           | 24  | 180          | Europa del Nord |
| Libano               | Annabella Hilal         | 20  | 179          | Europa del Sud  |
| Liberia              | Patrice Juah            | 21  | 173          | Africa          |
| Macedonia            | Marija Vegova           | 18  | 181          | Europa del Sud  |
| Malaysia             | Adeline Wan Ling Choo   | 23  | 170          | Asia e Pacifico |
| Malta                | Solange Mifsud          | 22  | 177          | Europa del Sud  |
| Martinica            | Stephanie Colosse       | 19  | 171          | Caraibi         |
| Mauritius            | Vanesha Seetohul        | 22  | 174          | Africa          |
| Messico              | Karla Jimenez           | 23  | 170          | America         |
| Moldavia             | Alexandra Demciuk       | 17  | 176          | Europa del Sud  |
| Mongolia             | Selenge Erdene-Ochir    | 19  | 180          | Asia e Pacifico |
| Montenegro           | Ivana Knežević          | 17  | 184          | Europa del Sud  |
| Namibia              | Anna Nashandi           | 22  | 178          | Africa          |
| Nigeria              | Abiola Bashorun         | 18  | 180          | Africa          |
| Norvegia             | Tonje Skjaervik         | 18  | 176          | Europa del Nord |
| Paesi Bassi          | Sheryl Baas             | 22  | 174          | Europa del Nord |
| Panama               | Giselle Bissot          | 23  | 173          | America         |
| Perù                 | Silvia Cornejo          | 19  | 180          | America         |
| Polonia              | Marzena Cieslik         | 25  | 176          | Europa del Nord |
| Porto Rico           | Thebyam Carrion         | 23  | 174          | Caraibi         |
| Portogallo           | Sara Almeida            | 19  | 173          | Europa del Sud  |
| Rep. Ceca            | Taťána Kuchařová        | 18  | 177          | Europa del Nord |
| RD del Congo         | Diane Mwinga            | 23  | 174          | Africa          |
| Rep. Dominicana      | Paola Torres            | 21  | 173          | Caraibi         |
| Romania              | Ioana Boitor            | 17  | 178          | Europa del Sud  |
| Russia               | Aleksandra Mazur        | 19  | 176          | Europa del Nord |
| Saint Lucia          | Tamalisa Baptiste       | 20  | 175          | Caraibi         |
| Scozia               | Nicola McLean           | 22  | 180          | Europa del Nord |
| Serbia               | Vedrana Grbovic         | 18  | 175          | Europa del Sud  |
| Singapore            | Colleen Pereira         | 24  | 173          | Asia e Pacifico |
| Slovacchia           | Magdalena Sebestova     | 20  | 171          | Europa del Sud  |
| Slovenia             | Iris Mulej              | 25  | 173          | Europa del Sud  |
| Sri Lanka            | Rapthi Kerkoven         | 18  | 175          | Asia e Pacifico |
| Spagna               | Inmaculada Torres       | 24  | 180          | Europa del Sud  |
| Stati Uniti          | Brooke Angus            | 24  | 176          | America         |
| Sudafrica            | Thuli Sithole           | 22  | 173          | Africa          |
| Svezia               | Cathrin Skog            | 19  | 171          | Europa del Nord |
| Tahiti               | Vainui Simon            | 20  | 177          | Asia e Pacifico |
| Tanzania             | Wema Isaac Sepetu       | 18  | 171          | Africa          |
| Thailandia           | Melisa Mahapol          | 23  | 168          | Asia e Pacifico |
| Trinidad e Tobago    | Tineke De Freitas       | 20  | 174          | Caraibi         |
| Turchia              | Merve Buyuksarac        | 18  | 174          | Europa del Sud  |
| Ucraina              | Olga Shilovanova        | 19  | 176          | Europa del Nord |
| Ungheria             | Renata Toth             | 21  | 174          | Europa del Sud  |
| Uruguay              | Marlene Politi          | 20  | 175          | America         |
| Venezuela            | Federica Guzman         | 24  | 177          | America         |
| Vietnam              | Mai Phuong              | 18  | 179          | Asia e Pacifico |
| Zambia               | Katanekwa Matundwelo    | 25  | 170          | Africa          |
| Zimbabwe             | Lorraine Maphala        | 21  | 172          | Africa          |